# Barron (Familienname)
Barron oder Barrón ist ein englischer Familienname.

## Namensträger
- Alex Barron (Rennfahrer) (* 1970), US-amerikanischer Automobilrennfahrer
- Alex Barron (Footballspieler) (* 1982), US-amerikanischer American-Football-Spieler
- Alex Barron (Jongleur) (* 1993), britischer Jongleur
- Alexander Johnston Barron (1880–1982), US-amerikanischer Anwalt
- Andrew Barron (Eisschnellläufer) (* 1951), kanadischer Eisschnellläufer
- Andy Barron (Eisschnellläufer) (* 1951), kanadischer Eisschnellläufer
- Andy Barron (* 1980), neuseeländischer Fußballspieler
- Anne Barron, irische Hochschullehrerin für anglistische Sprachwissenschaft
- Bebe Barron (1925–2008), US-amerikanische Filmkomponistin
- Bill Barron (Fußballspieler) (William Barron; 1917–2006), englischer Fußball- und Cricketspieler
- Bill Barron (Jazzmusiker) (William Barron, Jr.; 1927–1989), US-amerikanischer Jazzmusiker (Tenorsaxophonist, Komponist) und Hochschullehrer
- Blanca Barrón (* 1934), mexikanische Schwimmerin
- Blue Barron († 2005), US-amerikanischer Musiker
- Brett Barron (* 1959), US-amerikanischer Judoka
- Brian Barron (1940–2009), britischer Kommentator und Kriegsberichterstatter
- Connor Barron (* 2002), schottischer Fußballspieler
- Craig Barron (* 1961), US-amerikanischer Spezialeffektkünstler
- Dana Barron (* 1966), US-amerikanische Schauspielerin
- David Barron (Filmproduzent) (* vor 1965), britischer Filmproduzent
- David Barron (Fußballspieler) (* 1987), schottischer Fußballspieler
- David J. Barron (* 1967), US-amerikanischer Jurist
- Dorothy Shepherd-Barron (1897–1953), britische Tennisspielerin
- Eduardo Barrón González (1858–1911), spanischer Bildhauer
- Farid Barron (* 1971), US-amerikanischer Jazzmusiker
- Fernando Barrón Ortiz (1892–1953), spanischer Generalleutnant
- Fleur Barron, Opernsängerin (Mezzosopran)
- Francisco Moreno Barrón (* 1954), mexikanischer Bischof
- Gayle Barron (* 1945), US-amerikanische Langstreckenläuferin
- Harold Barron (1894–1978), US-amerikanischer Leichtathlet
- Harry Barron (1847–1921), britischer Offizier, Gouverneur von Tasmanien
- Henry D. Barron (1833–1882), US-amerikanischer Jurist und Politiker
- Jafar Barron (* 1972), US-amerikanischer Jazzmusiker
- Jaylen Barron (* 1998), US-amerikanische Kinderdarstellerin und Model
- Jim Barron (* 1943), englischer Fußballspieler und -trainer
- John Barron (Journalist) (1930–2005), US-amerikanischer Journalist
- John Shepherd-Barron (1925–2010), britischer Erfinder
- John Penrose Barron (1934–2008), britischer Gräzist, Klassischer Archäologe und Numismatiker
- Jonathan Barron (* 1937), englischer Snookerspieler
- Joseph Barron († 1968), irischer Politiker
- Justin Barron (* 2001), kanadischer Eishockeyspieler
- Kayla Barron (* 1987), US-amerikanische Astronautin
- Keith Barron (1934–2017), britischer Schauspieler
- Kenny Barron (* 1943), US-amerikanischer Jazz-Pianist
- Kevin Barron (* 1946), britischer Politiker (Labour), Abgeordneter im britischen Unterhaus
- Laird Barron (* 1970), US-amerikanischer Schriftsteller
- Laurence Barron (* 1944), britischer Chemiker
- Lonnie Barron (1931–1957), US-amerikanischer Country- und Rockabilly-Sänger
- Morgan Barron (* 1998), kanadischer Eishockeyspieler
- Michael Barron (Schachspieler) (* 1962), kanadischer Schachspieler
- Michael Barron (Fußballspieler) (* 1974), englischer Fußballspieler und -trainer
- Michael J. Barron (* 1933), US-amerikanischer Jurist, Richter und Politiker
- Nicholas Shepherd-Barron (* 1955), britischer Mathematiker
- Paul Barron (* 1953), englischer Fußballspieler
- Peter-James Barron (* 1989), irischer Skilangläufer
- Robert Barron (Erfinder) (1736–1794), britischer Erfinder
- Robert Barron (Bischof) (* 1959), US-amerikanischer römisch-katholischer Geistlicher und Publizist, Bischof von Winona-Rochester
- Scott Barron (Tennisspieler) (* 1974), irischer Tennisspieler
- Scott Barron (Fußballspieler) (* 1985), englischer Fußballspieler
- Stephanie Barron (* 1950), US-amerikanische Kunsthistorikerin und Kuratorin
- Steve Barron (* 1956), irischer Regisseur für Spielfilme und Musikvideos sowie Filmproduzent
- Thom Barron (* 1971), deutscher Pornodarsteller
- Thomas A. Barron (* 1952), US-amerikanischer Autor
- Trevor Barron (* 1992), US-amerikanischer Geher
- William Wallace Barron (1911–2002), US-amerikanischer Politiker
- Zelda Barron (1929–2006), britische Filmregisseurin